# Saprosites kinabalu
Saprosites kinabalu är en skalbaggsart som beskrevs av Riccardo Pittino 2008. Saprosites kinabalu ingår i släktet Saprosites och familjen Aphodiidae. Inga underarter finns listade i Catalogue of Life.